# Frank Rock
Frank Rock (* 6. August 1970 in Gerolstein) ist ein deutscher Politiker der Christlich Demokratischen Union Deutschlands (CDU) und seit November 2020 Landrat des Rhein-Erft-Kreises.

## Leben
Rock wuchs in Köln und später in Hürth auf, wo er auch die Schule besuchte. Nachdem er 1989 das Abitur am heutigen Ernst-Mach-Gymnasium Hürth ablegte und seinen Wehrdienst ableistete, absolvierte Rock zunächst eine Lehre zum Bürokaufmann beim Deutschen Caritasverband Rhein-Erft und studierte zunächst Wirtschaftsinformatik, später römisch-katholische Religion, Mathematik, Deutsch und Sport an der Universität zu Köln. 1997 legte er das erste, zwei Jahre später das zweite Staatsexamen ab. Danach war er zunächst als Grundschullehrer in Mönchengladbach und von 2006 bis zu seiner Wahl in den Landtag als Schulleiter der Don-Bosco-Schule, einer Grundschule in Hürth-Efferen tätig.
Rock ist verheiratet und hat drei Kinder.

## Politik
Rock trat 1996 in die CDU ein. 1999 zog er erstmals in den Rat der Stadt Hürth ein, dem er bis 2019 angehörte. Er wurde im Jahr 2019 vom Hürther Bürgermeister Dirk Breuer für 20 Jahre Mitgliedschaft im Rat mit dem Ehrenring der Stadt Hürth ausgezeichnet. Von 2003 bis 2006 bekleidete er das Amt des Vorsitzenden des CDU-Stadtverbandes Hürth. Seit 2009 ist er auch Mitglied des Kreistags. Im CDU-Kreisverband Rhein-Erft war er zunächst Beisitzer, 2017 stieg er zum Vorsitzenden auf. Bei der Mitgliederversammlung 2021 trat Rock nicht mehr als Kandidat für den Vorsitz an, woraufhin Romina Plonsker den Vorsitz des Kreisverbandes übernahm.
Bei der Landtagswahl am 14. Mai 2017 gelang ihm der Einzug als Abgeordneter in den Landtag von Nordrhein-Westfalen im Landtagswahlkreis Rhein-Erft-Kreis II als Direktkandidat.
Bei der Kommunalwahl 2020 kandidierte Frank Rock für das Amt des Landrats des Rhein-Erft-Kreises. Amtsinhaber Michael Kreuzberg (ebenfalls CDU) gab im Mai 2020 bekannt, nicht erneut für dieses Amt kandidieren zu wollen und schlug den CDU-Kreisvorsitzenden Rock als seinen Nachfolger vor. Am 20. Juni 2020 wurde er von der CDU ohne Gegenkandidaten einstimmig nominiert. Rock gewann die Wahl nach einer Stichwahl gegen den SPD-Kandidaten Dierk Timm am 27. September 2020 mit einer Zustimmung von 57,25 %. Das Amt trat er am 1. November 2020 an. Im Zuge dessen legte er sein Landtagsmandat ab. Ihm folgte Ralf Nettelstroth nach.
2022 wurde Thomas Okos in Rocks ehemaligen Landtagswahlkreis Rhein-Erft-Kreis II als Direktkandidat gewählt.